# Token Swap
Als Token Swap bezeichnet man ein Update eines Tokens mittels Umtausch der Token auf eine neue Blockchaintechnologie. Nach erfolgreichem Umtausch wird der technisch veraltete Token gelöscht. Die Anzahl der Token für die User bleibt dadurch gleich.
Bekannte Token, die bereits einen Token Swap vollzogen haben, sind EOS, Binance Coin und Tron.